# Saugeen Indian Reserve 29
Saugeen Indian Reserve 29 är ett reservat i Kanada.   Det ligger i provinsen Ontario, i den sydöstra delen av landet, 500 km väster om huvudstaden Ottawa.
I omgivningarna runt Saugeen Indian Reserve 29 växer i huvudsak lövfällande lövskog. Runt Saugeen Indian Reserve 29 är det glesbefolkat, med 11 invånare per kvadratkilometer.